# Discografia di TobyMac

## Album in studio
| Anno | Titolo                    | Etichetta discografica | RIAA | Billboard 200 | U.S Christian |
| ---- | ------------------------- | ---------------------- | ---- | ------------- | ------------- |
| 2001 | Momentum                  | ForeFront Records      | Gold | 110           | 37            |
| 2004 | Welcome to Diverse City   | ForeFront Records      | Gold | 54            | 3             |
| 2007 | Portable Sounds           | ForeFront Records      | Gold | 10            | 1             |
| 2010 | Tonight                   | ForeFront Records      | Gold | 6             | 1             |
| 2011 | Christmas in Diverse City | ForeFront Records      |      | 84            | 6             |
| 2012 | Eye on It                 | ForeFront Records      |      | 1             | 1             |
| 2015 | This Is Not a Test        | ForeFront Records      |      | 4             | 1             |

## Album remix
- 2003 - Re:Mix Momentum (ForeFront)
- 2004 - Renovating Diverse City (ForeFront)
- 2012 - Dubbed and Freq'd: A Remix Project (ForeFront)
- 2014 - Eye'm All Mixed Up (ForeFront)

## Live
- 2008 - Alive and Transported (ForeFront)

## EP
- 2002 - This Christmas
- 2004 - Phenomenon Festival Single
- 2006 - Top Five Hits

## Singoli
- 2001 - Extreme Days
- 2001 - Somebody's Watching
- 2001 - Yours
- 2001 - What's Going Down
- 2002 - Ooh Ahh (My Life Be Like)
- 2003 - Get This Party Started
- 2003 - Phenomenon
- 2004 - Gone
- 2004 - The Slam
- 2004 - Atmosphere (feat. DC Talk)
- 2004 - Burn for You
- 2004 - Diverse City
- 2005 - Catchafire (Whoopsi-Daisy)
- 2005 - New World
- 2007 - Made to Love
- 2007 - I'm for You
- 2007 - One World (feat. Siti Monroe)
- 2007 - Boomin
- 2008 - Lose My Soul (feat. Kirk Franklin & Mandisa)
- 2009 - City on Our Knees
- 2010 - Showstopper
- 2010 - Get Back Up
- 2010 - Hold On
- 2010 - Christmas This Year (feat. Leigh Nash)
- 2011 - Tonight (feat. John Cooper dei Skillet)
- 2011 - Changed Forever (feat. Nirva Ready)
- 2012 - Start Somewhere
- 2012 - Me without You
- 2012 - Steal My Show
- 2013 - Eye on It (feat. Britt Nicole)
- 2013 - Speak Life
- 2015 - Beyond Me
- 2015 - Backseat Driver (feat. Hollyn & TRU)
- 2015 - Feel It (feat. Mr. TalkBox)
- 2016 - Move (Keep Walkin')
- 2016 - Love Broke Thru
- 2016 - Bring on the Holidays
- 2017 - Lights Shine Bright (feat. Hollyn)
- 2018 - I Just Need U.